# Manual Frascati
El Manual de Frascati és un document que exposa la metodologia per recollir estadístiques sobre recerca i desenvolupament. El Manual va ser elaborat i publicat per Organització de Cooperació i Desenvolupament Econòmic (OCDE).
Al juny de 1963, els experts de l'OCDE es van reunir amb el grup NESTI (experts nacionals en indicadors científics i tecnològics) a la Villa Falconieri de Frascati, Itàlia. Basat en un document de fons de Christopher Freeman, van redactar la primera versió del Manual de Frascati, que es coneix oficialment com The Proposed Standard Practice for Surveys of Research and Experimental Development. El 2015 es va publicar la 7a edició. El 2016 la Generalitat de Catalunya va publicar-ne la versió en català.
El manual ofereix definicions per a: investigació bàsica, investigació aplicada, recerca i desenvolupament; personal investigador: investigadors, tècnics, personal auxiliar. També organitza els principals camps de la ciència i les subcategories.
Es tracta principalment de mesurar els recursos de personal i de despeses dedicats a l'R+D en diferents sectors d'actuació: educació superior, govern, empresa i entitats privades sense ànim de lucre.
Les definicions previstes en el Manual de Frascati han estat adoptades per molts governs i serveixen com a llengua comuna per a les discussions sobre política científica i tecnològica i política de desenvolupament econòmic. Originalment una norma de l'OCDE, s'ha convertit en un estàndard reconegut en estudis de R+D a tot el món i és àmpliament utilitzat per diverses organitzacions associades amb les Nacions Unides i la Unió Europea.
Durant els últims 40 anys, el grup NESTI ha desenvolupat una sèrie de documents, coneguts com a «Família Frascati», que inclou manuals sobre R+D (Frascati Manual), innovació (Manual d'Oslo), recursos humans (Manual de Canberra), política de ciència i tecnologia i indicadors de la ciència i la tecnologia.

## Continguts principals

### Tipus d'R+D
La investigació i el desenvolupament experimental (R+D) comprenen treballs creatius i sistemàtics realitzats per augmentar l'estoc del coneixement -incloent el coneixement de la humanitat, la cultura i la societat- i dissenyar noves aplicacions de coneixement disponible. El Manual de Frascati classifica la investigació en tres categories:
La investigació bàsica és un treball experimental o teòric realitzat principalment per adquirir nous coneixements sobre els fonaments subjacents de fenòmens i fets observables, sense cap aplicació o ús particular en vista.
La investigació aplicada és una investigació original, realitzada per tal de adquirr nous coneixements. No obstant això, es dirigeix principalment cap a un determinat, objectiu.
El desenvolupament experimental és un treball sistemàtic, basat en el coneixement obtingut de la recerca i l'experiència pràctica i la producció coneixements addicionals, que es dirigeixen a produir nous productes o processos o per millorar els productes o processos existents.

### Classificació i distribució per àmbits de recerca i desenvolupament (ARD)
El Manual Frascati de 2015 va modificar la classificació anterior dels àmbits de recerca i desenvolupament (ARD). Les noves agrupacions són: 
1. Ciències naturals
2. Enginyeria i tecnologia
3. Medicina i ciències de la salut
4. Agricultura i ciències veterinàries
5. Ciències socials
6. Humanitats i arts

## Edicions del Manual de Frascati
El Manual de Frascati, inicialment editat en anglès, ha estat traduït i distribuït en diversos idiomes, les edicions estan disponibles a la pàgina web de l'OCDE. No obstant això, la mateixa OCDE ha atorgat la responsabilitat d'edició, en exclusiva o compartida, tant a administracions públiques com a empreses rellevants del sector.